# Castelão
Castelão, officiellt Estádio Governador Plácido Aderaldo Castelo, är en fotbollsarena i Fortaleza, i den brasilianska delstaten Ceará. Arenan invigdes den 11 november 1973, och renoverades under 2002. 2010 påbörjades ytterligare en renovering inför VM 2014. Tre fotbollsklubbar använder arenan vid nationella och internationella matcher – Ceará SC, Fortaleza EC och Ferroviário AC.
Arenan fick sitt officiella namn efter Plácido Aderaldo Castelo. Han var guvernör i Ceará under perioden 12 september 1966–15 mars 1971 och spelade en ledande roll i arenabygget.

## Källhänvisningar
1. ↑   Enciclopédia do Futebol Brasileiro Lance Volume 2. Rio de Janeiro: Aretê Editorial S/A. 2001. sid. 457–458. ISBN 85-88651-01-7